# 第66回日劇學院賞
←第65回 - 第66回 - 第67回→
第66回日劇學院賞，針對2010年7月到9月在日本播出的連續劇做出投票與評比。

## 最優秀作品賞
1. 鬼太郎的老婆
2. 螢之光2
3. 彩虹閃耀夏之戀

- 讀者票：1.彩虹閃耀夏之戀；2.螢之光2；3.鬼太郎的老婆
- 記者票：1.鬼太郎的老婆；2.螢之光2；3.JOKER私法正義
- 評審票：1.鬼太郎的老婆；2.刑警自戀狂；3.桃花期

## 主演男優賞
1. 堺雅人（JOKER 不被原諒的搜查官）
2. 松本潤（彩虹閃耀夏之戀）
3. 長瀨智也（自戀刑警）

- 讀者票：1.松本潤（彩虹閃耀夏之戀）；2.堺雅人（JOKER 不被原諒的搜查官）；3.上地雄輔（逃亡律師）
- 記者票：1.堺雅人（JOKER 不被原諒的搜查官）；2.長瀨智也（自戀刑警）；3.森山未來（桃花期）
- 評審票：1.長瀨智也（自戀刑警）；2.堺雅人（JOKER 不被原諒的搜查官）；3.森山未來（桃花期）

## 主演女優賞
1. 綾瀨遙（螢之光2）
2. 松下奈緒（鬼太郎的老婆）
3. 吉高由里子（美丘）

- 讀者票：1.綾瀨遙（螢之光2）；2.松下奈緒（鬼太郎的老婆）；3.吉高由里子（美丘）
- 記者票：1.綾瀨遙（螢之光2）；2.松下奈緒（鬼太郎的老婆）；3.吉高由里子（美丘）、天海祐希(GOLD)
- 評審票：1.綾瀨遙（螢之光2）；2.松下奈緒（鬼太郎的老婆）；3.吉高由里子（美丘）

## 助演男優賞
1. 向井理（鬼太郎的老婆）
2. 錦戶亮（JOKER 不被原諒的搜查官）
3. 藤木直人（螢之光2）

- 讀者票：1.藤木直人（螢之光2）；2.向井理（鬼太郎的老婆）；3.錦戶亮（JOKER 不被原諒的搜查官）
- 記者票：1.向井理（鬼太郎的老婆）；2.藤木直人（螢之光2）；3.錦戶亮（JOKER 不被原諒的搜查官）
- 評審票：1.向井理（鬼太郎的老婆）；2.荒川良良（刑警自戀狂）；3.錦戶亮（JOKER 不被原諒的搜查官）、坂東三津五郎（刑警自戀狂）

## 助演女優賞
1. 竹內結子（彩虹閃耀夏之戀）
2. 長澤雅美（GOLD）
3. 中島美嘉（自戀刑警）

- 讀者票：1.竹內結子（彩虹閃耀夏之戀）；2.板谷由夏（螢之光2）；3.多部未華子（GM）
- 記者票：1.長澤雅美（GOLD）；2.竹內結子（彩虹閃耀夏之戀）、中島美嘉（自戀刑警）
- 評審票：1.竹內結子（彩虹閃耀夏之戀）、長澤雅美（GOLD）；3.中島美嘉（自戀刑警）

## 其他獎項

### 主題曲賞
1. 嵐「Løve Rainbow」（彩虹閃耀夏之戀）
2. 生物股長「感謝」（鬼太郎之妻）
3. 福山雅治「螢」（美丘）

### 腳本賞
1. 宮藤官九郎（自戀刑警）
2. 山本睦（鬼太郎之妻）
3. 大根仁（草食男之桃花期）

### 監督賞
1. 宮藤官九郎、吉田健、土井裕泰（自戀刑警）
2. 大根仁（桃花期）
3. 渡邊良雄、勝田夏子、一木正惠、尾崎裕和、渡邊哲也、堀之內禮二郎、佃尚能（鬼太郎之妻）

## 特別賞
- 桃花期（東京電視台）